# Ожгибесов, Алексей Александрович

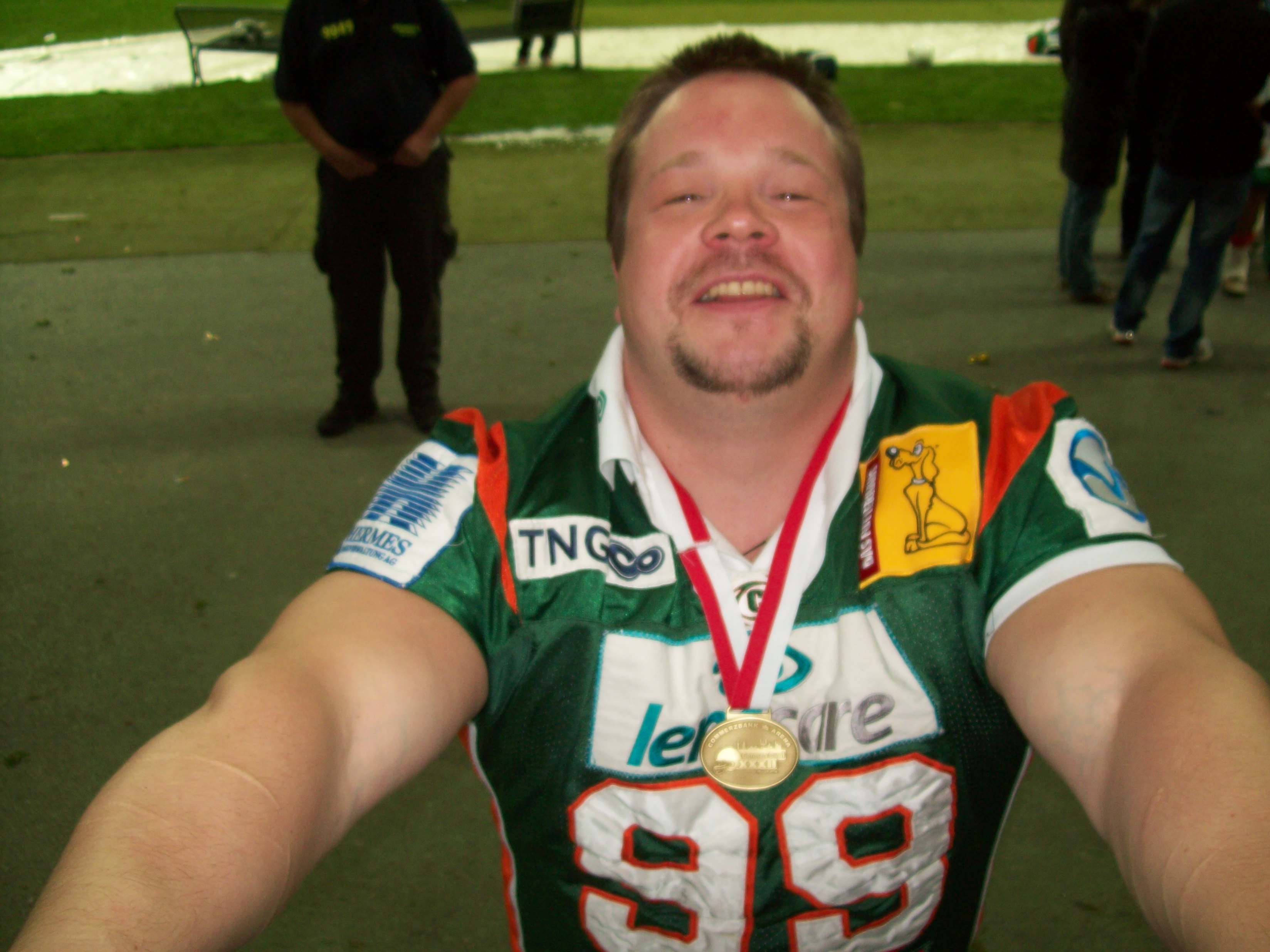
С медалью чемпиона GFL Комерцбанк, 2010 год

Алексей Александрович Ожгибесов (Вишня) (род. 1976, Кишинёв) — российский игрок в американский футбол.

## Биография
Родился в городе Кишинев в 1976 году. Женат, имеет сына.
Спортивную карьеру начал в регби, играя за кишиневский клуб УТМ. После отъезда в Германию начал играть в американский футбол за клуб Kiel Baltic Hurricanes. Через год команда вышла в следующий дивизион GFL 2, где отыграла два сезона и вышла в высшую лигу.
Ожгибесов (Вишня) — трёхкратный серебряный призёр (2008, 2009, 2012) и чемпион Германии 2010 года.
После своего переезда в Россию с 2010 года участвует в чемпионате России. Серебряный призёр чемпионата в составе команды «Красные Соколы». Далее, как играющий тренер с 2012 года играет и тренирует команду «Чёрный Шторм». В 2013 году стал чемпионом России. С 2017 года — координатор защиты клуба «Московские Спартанцы» под руководством главного тренера Алексея Гееца.
С 2020 января 2020 года вошел в состав исполкома ФАФР.

## Достижения
- 2012  Серебряный призер чемпионата Германии (GFL)
- 2010 Чемпион Германии
- 2010 Серебряный призер Чемпионата России ( Moscow Red Falcons)
- 2009 Серебряный призер чемпионата Германии (GFL)
- 2008 Серебряный призер чемпионата Германии (GFL)
- Чемпион России  2013 (Московский Черный Шторм)
- Кубок России 2015 (Московский Черный Шторм)
- Бронзовый призёр чемпионата России 2017
- Чемпион России 2018
- Чемпион Кубка Монте Кларка (Monte Clark Cup) 2018
- Чемпион CEFL 2019
- Чемпион EESL 2019
- Чемпион России 2020
- Чемпион России 2021